# Prowincja Balé
Prowincja Balé, także Les Balé – jedna z 45 prowincji w Burkina Faso.
Prowincja ma powierzchnię ponad 4595 tysięcy km². W 2006 roku w prowincji mieszkało niemal 214 tysięcy ludzi. W 1996 roku na jej terenach zamieszkiwało ponad 168 tysięcy mieszkańców.